# Stanislas-Arthur-Xavier Touchet

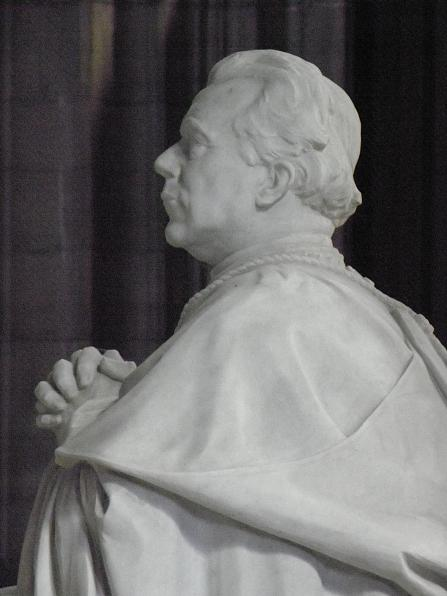
Standbeeld van Touchet in de kathedraal van Sainte-Croix d'Orléans

Wapen

Stanislas-Arthur-Xavier Touchet (Soliers, 13 november 1842 – Orléans, 23 september 1926) was een Frans kardinaal van de Rooms-Katholieke Kerk.

## Biografie
Na een studie aan het seminarie van Saint-Sulpice in Parijs werd hij op 13 juni 1872 tot priester gewijd, waarna hij pastoraal werk ondernam in het aartsbisdom van Besançon (1872-1894).
Op 18 mei 1894 werd hij gekozen tot bisschop van Orléans, waarna de wijding volgde op 15 juli 1894 in de kathedraal van Besançon. Tijdens zijn bestuur verzette hij zich fel tegen de scheiding van kerk en staat in Frankrijk die in 1905 per wet geregeld werd. Ook zette hij zich in voor de heiligverklaring van Jeanne d'Arc. Vanaf 19 juni 1922 was hij bisschop-troonassistent van Zijne Heiligheid.
Tijdens het consistorie van 11 december 1922 werd Stanislas-Arthur-Xavier door paus Pius XI tot kardinaal gecreëerd, waarbij hem de titelkerk van de Santa Maria sopra Minerva werd toegewezen.
Stanislas-Arthur-Xavier Touchet overleed op 23 september 1926 te Orléans, waar hij in de kathedraal begraven werd.
- Bibliothèque nationale de France: cb121837378 (data)
- Gemeinsame Normdatei: 138478791
- International Standard Name Identifier: 0000 0000 7973 7777
- Library of Congress Control Number: nr94023142
- Base Léonore: LH//2615/64
- Nationale Bibliotheek van Polen: a0000003563660
- Nederlandse Thesaurus van Auteursnamen: 071568735
- Istituto Centrale per il Catalogo Unico: CUBV155650
- Système universitaire de documentation: 03042030X
- Virtual International Authority File: 39421138
- WorldCat: E39PBJbGQbgr7wYPYHjyJDRtKd